# Bernard le Bovier de Fontenelle
Bernard le Bovier de Fontenelle, cunoscut și ca Bernard le Bouyer de Fontenelle, (n. 11 februarie 1657, Rouen, Regatul Franței – d. 9 ianuarie 1757, Paris, Regatul Franței) a fost un scriitor și filozof francez.
Mama sa a fost sora marelui dramaturg Pierre Corneille.
Precursor al iluminismului, opera sa se constituie o popularizare a concepțiilor științifice sau o satirizare a concepțiilor religioase dogmatice, urmând modelele clasice ale antichității. Fontenelle a fost membru al Academiei Franceze în perioada 1691 - 1757. 
S-a ocupat și cu popularizarea științei, fiind un adevărat savant pentru acea epocă.
Astfel, în ceea ce privește matematica, a admis existența infinitului, a utilizat existența infinităților mici și mari de un ordin rațional oarecare, în problemele legate de infinit.
A manifestat un deosebit interes pentru pătratele magice și numerele pătratice, precum și problemle legate de acestea.

## Scrieri

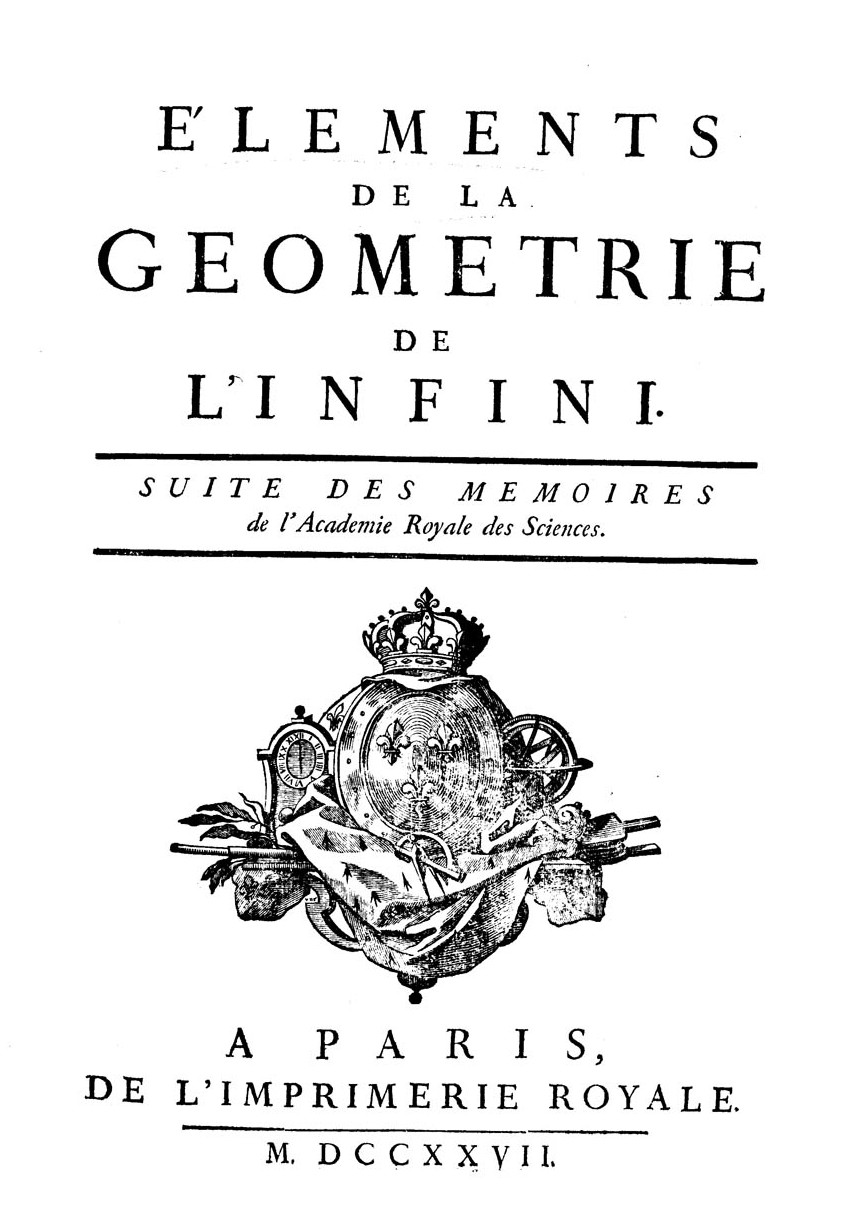
Éléments de la géométrie de l'infini, 1727

- 1688: Digresiune asupra anticilor și modernilor ("Digression des anciens et des modernes")
- 1686: Conversație asupra pluralității lumilor ("Entretiens sur la pluralité des mondes")
- 1687: Istoria oracolelor ("Histoire des oracles")
- 1683: Noi dialoguri ale morților ("Nouveaux dialogues des morts")
- 1693: Paralelă între Corneille și Racine ("Parallèle de Corneille et de Racine")
- 1727: Histoire de l'Académie des Sciences
- 1727: Géométrie de l'infinie
- Théorie des Tourbillons
- 1825: Oeuvres complètes, publicate postum în cinci volume.

## Traduceri
- traducere Mariana I.Nițescu, Istoria oracolelor; Convorbiri despre pluralitatea lumilor, București, Aldo press, 2003.